# Episodi di The Good Wife (sesta stagione)
La sesta stagione della serie televisiva The Good Wife, composta da 22 episodi, è stata trasmessa in prima visione assoluta negli Stati Uniti d'America da CBS dal 21 settembre 2014.
In lingua italiana i primi 10 episodi sono stati trasmessi in prima visione in italiano in Svizzera su RSI LA1 dal 4 febbraio all'8 aprile 2015, per poi riprendere la messa in onda degli altri episodi a partire dal 29 dicembre dello stesso anno, trasmettendoli in prima visione in lingua italiana a partire dal 2 febbraio 2016.
In Italia la stagione è stata invece trasmessa in chiaro da Rai 2 dal 22 maggio 2015; dal 18 luglio al 15 agosto dello stesso anno gli episodi sono stati trasmessi in prima visione in italiano. Dal 10 giugno al 2 luglio 2016 sono stati trasmessi gli episodi rimanenti.
I primi 11 episodi sono stati trasmessi in prima TV su RSI LA1, dall'episodio 12 al 15 sono stati trasmessi in prima TV da Rai 2 e infine, gli episodi dal 16 al 22 di nuovo in prima TV da RSI LA1.
| nº | Titolo originale       | Titolo italiano       | Prima TV USA      | Prima TV in italiano |
| -- | ---------------------- | --------------------- | ----------------- | -------------------- |
| 1  | The Line               | L'arresto             | 21 settembre 2014 | 4 febbraio 2015      |
| 2  | Trust Issues           | L'accordo             | 28 settembre 2014 | 11 febbraio 2015     |
| 3  | Dear God               | Andate in pace        | 5 ottobre 2014    | 18 febbraio 2015     |
| 4  | Oppo Research          | Trappole              | 12 ottobre 2014   | 25 febbraio 2015     |
| 5  | Shiny Objects          | Oggetti lucenti       | 19 ottobre 2014   | 4 marzo 2015         |
| 6  | Old Spice              | Si torna a casa       | 26 ottobre 2014   | 11 marzo 2015        |
| 7  | Message Discipline     | Giochi di potere      | 2 novembre 2014   | 18 marzo 2015        |
| 8  | Red Zone               | La zona rossa         | 9 novembre 2014   | 25 marzo 2015        |
| 9  | Sticky Content         | Lotta all'ultimo spot | 16 novembre 2014  | 1º aprile 2015       |
| 10 | The Trial              | Il processo           | 23 novembre 2014  | 8 aprile 2015        |
| 11 | Hail Mary              | All'ultimo istante    | 4 gennaio 2015    | 29 dicembre 2015     |
| 12 | The Debate             | Il dibattito          | 11 gennaio 2015   | 25 luglio 2015       |
| 13 | Dark Money             | Messinscena           | 1º marzo 2015     | 1º agosto 2015       |
| 14 | Mind's Eye             | L'occhio della mente  | 8 marzo 2015      | 8 agosto 2015        |
| 15 | Open Source            | In dirittura finale   | 15 marzo 2015     | 15 agosto 2015       |
| 16 | Red Meat               | Cacciatori            | 22 marzo 2015     | 2 febbraio 2016      |
| 17 | Undisclosed Recipients | Destinatari ignoti    | 29 marzo 2015     | 9 febbraio 2016      |
| 18 | Loser's Edit           | Attacco frontale      | 5 aprile 2015     | 16 febbraio 2016     |
| 19 | Winning Ugly           | Respinta              | 12 aprile 2015    | 23 febbraio 2016     |
| 20 | The Deconstruction     | La demolizione        | 26 aprile 2015    | 1º marzo 2016        |
| 21 | Don't Fail             | Autostima             | 3 maggio 2015     | 8 marzo 2016         |
| 22 | Wanna Partner?         | Socio cercasi         | 10 maggio 2015    | 15 marzo 2016        |

## L'arresto
- Titolo originale: The Line
- Diretto da: Robert King
- Scritto da: Robert King e Michelle King

### Trama
Cary viene arrestato, accusato di aver aiutato un traffico di eroina per 1,3 milioni di dollari. Florrick / Agos faticano a trovare i soldi della cauzione. Kalinda indaga da sola e ritrova un vecchio contatto collegato al caso. Diane pone come condizione per entrare a far parte dello studio Florrick&Agos quella di ottenere un uguale voto con Alicia e Cary. David Lee e Louis Canning si insospettiscono nei confronti di Diane quando dichiara la sua intenzione di ritirarsi e andare in pensione. I soldi per la cauzione di Cary vengono dati da un cliente dello studio che ha legami con Bishop. Contro i desideri di Alicia, Eli conduce sondaggi su qualsiasi potenziale campagna per l'ufficio del Procuratore di Stato e scopre che Alicia ha ottime possibilità di vincere.

## L'accordo
- Titolo originale: Trust Issues
- Diretto da: Jim McKay
- Scritto da: Ted Humphrey

### Trama
Alicia prende in consegna uno dei casi di Cary, che coinvolge la moglie di Neil Gross, che essendo stato nominato Consigliere Generale di Chum Hum si preoccupa per l'arresto di Cary. Alicia deve anche trovare una nuova fonte per la cauzione di Cary, in quanto la precedente cauzione è stata ritirata dopo che Alicia non è stata in grado di impedire a Bishop di ottenere una citazione in giudizio sulla causa della fonte di finanziamento di Finn. Le indagini di Kalinda sulla registrazione i mano alla polizia che implica Cary, prende una brutta piega mentre un testimone viene ucciso da Bishop, che lo ha scambiato per l'informatore della polizia. Diane, sul punto di ritirarsi da Lockhart/Gardner & Canning, cerca di convincere un collega, Dean, a venire con lei a Florrick&Agos.

## Andate in pace
- Titolo originale: Dear God
- Diretto da: Brooke Kennedy
- Scritto da: Luke Schelhaas

### Trama
La cauzione di Cary è in pericolo quando lo Stato chiede di revocare la libertà provvisoria dopo che un testimone chiave, un informatore, scompare. Un ufficiale di servizio preprocessuale deve stabilire se Cary possa continuare a rimanere libero. Florrick&Agos trattano un caso in cui l'imputato e l'accusatore, vicini di casa, cercano di risolvere un caso di violazione di brevetto al di fuori del tribunale tradizionale, cercando invece una risoluzione all'interno di "Arbitrato cristiano", in base al quale gli insegnamenti biblici sono usati per guidare una conclusione. Alicia, costantemente infastidita da chi pensa di essere candidata a procuratore di stato, cerca di soffocare tutte le speculazioni quando un incontro casuale con Gloria Steinem e le velate minacce del Procuratore di Stato le fanno riconsiderare la candidatura.

## Trappole
- Titolo originale: Oppo Research
- Diretto da: Matt Shakman
- Scritto da: Robert King e Michelle King

### Trama
Eli incontra Alicia per discutere della "ricerca oppositiva" che ha svolto per lei e organizza un incontro per farle conoscere il suo nuovo direttore della campagna, Johnny Elfman, che le consiglia di lasciare Lemond Bishop come cliente, il quale inizialmente rifiuta fino a quando non scopre da Kalinda che Alicia potrebbe essere in corsa per il Procuratore di Stato. La ricerca svela ulteriori segreti dei parenti di Alicia: Neesa, l'allora fidanzata di suo figlio Zach, ha abortito l'anno scorso e il figlio non ha detto nulla alla madre, suo fratello Owen ha una storia con un attore porno gay sposato e sua madre Veronica ha sculacciato un ragazzino in un grande magazzino. Castro ha intenzione di usare una foto di Finn Polmar che esce dall'appartamento di Alicia per suggerire che sono amanti. Alicia cerca di affrontare tutti questi problemi prima che uno qualsiasi di questi possa influire sulla sua campagna. Eli scopre che Peter è andato a letto con Kalinda mentre era Procuratore dello Stato.

## Oggetti lucenti
- Titolo originale: Shiny Objects
- Diretto da: Frederick E. O. Toye
- Scritto da: Keith Eisner

### Trama
Alicia è impegnata contro l'eccentrica avvocata Elsbeth Tascioni che ora rappresenta una società contro il suo ex amministratore delegato, che sostiene un licenziamento per ingiusta causa per discriminazione di genere. Durante il processo, tutti i file sui sistemi informatici di Florrick&Agos vengono crittografati da un ransomware, che richiede 50 000 dollari per la chiave di decodifica. Dopo aver effettuato il pagamento, Diane accidentalmente fornisce il suo vecchio indirizzo di posta elettronica L/G per la chiave di decodifica. Questo la costringe a tornare da David Lee per richiederlo. Diane scopre anche che il contratto di locazione di L/G è ancora firmato da lei. Kalinda ricontatta l'agente dell'FBI Delaney, ed entrambe aiutano a sconfiggere il ransomware rintracciando l'autore. Alicia e Peter si scontrano quando Peter insiste sul fatto che non possa essere Finn Polmar a presentarla alla sua prima conferenza stampa per la sua campagna.

## Si torna a casa
- Titolo originale: Old Spice
- Diretto da: James Whitmore, Jr.
- Scritto da: Leonard Dick

### Trama
Alicia è spronata dal suo manager della campagna, Johnny, a fare un'intervista con il pastore Jeremiah per cercare di convincerlo che non è più atea o, per lo meno, qualcuno che sta "cercando". Alicia attinge alla fede cristiana di sua figlia per avere aiuto. La figlia di Eli, Marissa, diventa anche la "donna del corpo" di Alicia e assistente personale. Diane tenta di sfrattare Lockhart/Gardner & Canning dai loro uffici. Alicia e Elsbeth, mettendo da parte la precedente causa, si uniscono per combattere l'accusa di furto di proprietà intellettuale di AUSA, che si evolve in spionaggio economico. Cary viene controllato dal suo ufficiale di servizio pre-processo e viene nuovamente arrestato dopo aver inavvertitamente lasciato lo stato dell'Illinois, violando le condizioni della sua libertà su cauzione.

## Giochi di potere
- Titolo originale: Message Discipline
- Diretto da: Matt Shakman
- Scritto da: Craig Turk

### Trama
Mentre si prepara per l'accusa di Cary, Finn Polmar scava nel passato di Cary quando lavorava presso l'ufficio del Procuratore di Stato sotto Peter. Finn scopre che il sostituto procuratore dello Stato Castro, aveva in custodia due chilogrammi di cocaina, poi scomparsa. Kalinda esorta Cary a citare in giudizio il governatore Florrick, poiché Castro all'epoca agiva sotto i suoi ordini. Durante le indagini, Kalinda trova Trey Wagner, il testimone scomparso che originariamente doveva testimoniare contro Cary. Finn accusa Castro di voler solo screditare Alicia Florrick e si dimette da procuratore. Peter chiede ad Eli di nominargli un nuovo avvocato personale, una donna che si rivela essere un amico della famiglia Florrick. Alicia è intervistata da un giornalista giuridico, Frank Prady, che vuole anche candidarsi per il Procuratore di Stato.

## La zona rossa
- Titolo originale: Red zone
- Diretto da: Félix Alcalá
- Scritto da: Nichelle Tramble Spellman

### Trama
La campagna di Alicia come il Procuratore di Stato accelera dopo l'annuncio di Frank Prady. Eli ed Elfman conducono un focus group politico sulla sua simpatia. Nel frattempo, Alicia si imbatte in un caso di stupro di uno degli studenti di Owen che sposta un'udienza universitaria in un tribunale civile, dove affronta Louis Canning. Attraverso la scoperta, Cary e Diane finalmente sentono l'intercettazione telefonica che lo coinvolge nella carica del narcotraffico; Cary e Diane praticano il controinterrogatorio nel tentativo di confutarlo. Alicia infastidisce Eli dopo che si è offerta volontaria in una mensa per i poveri ed è stata fotografata goffamente. L'avvocato dello Stato in carica Castro si ritira dall'elezione e Finn inizia la sua pratica privata, affittando uno spazio ufficio sotto Florrick / Agos & Lockhart.

## Lotta all'ultimo spot
- Titolo originale: Sticky Content
- Diretto da: Michael Zinberg
- Scritto da: Robert King e Michelle King

### Trama
La corsa a Procuratore di Stato comincia ad andare male quando Alicia affronta una crisi di coscienza per quanto riguarda la sua campagna media strategy quando Frank Prady propone che nessuno dei due infanghi l'altro. Frank fornisce anche ad Alicia il materiale compromettente che Castro ha raccolto prima di lasciare la gara. Cary viene contattato dall'FBI per collaborare con loro in un'indagine separata su Lemond Bishop. L'agente Delany presenta a Cary un'intercettazione telefonica di Bishop che apparentemente discute dell'omicidio di Cary. Diane chiede a Kalinda di indagare per determinare la sua autenticità e assume una guardia del corpo per Cary, cosa che Bishop nota. Cary tenta di convincere personalmente Bishop che non è una minaccia. Alicia si confronta con Peter sulla sua apparente relazione con il suo avvocato personale, Ramona.

## Il processo
- Titolo originale: The Trial
- Diretto da: Frederick E. O. Toye
- Scritto da: Robert King e Michelle King

### Trama
È arrivato il giorno per Cary in tribunale. L'accusa gli offre un patteggiamento che gli fa prendere in considerazione l'idea di scontare la prigione. La campagna di Alicia ha dei problemi a causa di una minaccia scritta che l'avvocato ha fatto a un insegnante della scuola di sua figlia. In realtà Alicia scherzava e aveva scritto il biglietto citando una serie televisiva. Eli e Johnny si affrettano a trasformarlo in qualcosa di positivo, ma spingono Alicia ad assecondare le richieste degli insegnanti per placare le potenziali polemiche, qualcosa che non è disposta a fare. Con l'aiuto di Finn, Kalinda cerca di aiutare Cary, ma non tutto va come sperato.

## All'ultimo istante
- Titolo originale: Hail Mary
- Diretto da: Rosemary Rodriguez
- Scritto da: Erica Shelton Kodish

### Trama
Preparandosi per la sua incarcerazione imminente, dopo essersi dichiarato colpevole di una minore accusa di cospirazione, Cary assume un consulente carcerario nel tentativo di migliorare le prime settimane della sua prigionia. Cercando di aiutare Cary, Kalinda trova un indizio che probabilmente indica che il Procuratore dello Stato potrebbe aver cancellato delle prove, con un'apparente violazione Brady. Alicia si prepara per il suo prossimo dibattito, e per prepararsi dibatte contro un professore universitario inglese, Finn Polmar e il governatore Florrick. Il responsabile della campagna elettorale di Alicia, Johnny ed Eli, si scontrano durante il finto dibattito quando Peter deride il dibattito su Alicia.

## Il dibattito
- Titolo originale: The Debate
- Diretto da: Brooke Kennedy
- Scritto da: Robert King e Michelle King

### Trama
Alicia affronta Frank Prady nel primo dibattito televisivo per la Procura dello Stato, che viene interrotta dal verdetto della giuria per due agenti di polizia accusati di aver ucciso illegalmente un uomo di colore. Durante l'interruzione Alicia e Frank tengono un dibattito estemporaneo nelle cucine dell'albergo che ospita l'evento. Il governatore Florrick e pastore Isaia visitano la protesta che si sta svolgendo per tentare di prevenire qualsiasi forma di violenza. Eli cerca di distogliere la stampa da uno scandalo in via di sviluppo per quanto riguarda la relazione tra Ramona e Peter. Diane e Cary intervengono per gestire i colloqui per il divorzio di Neil Gross con David Lee, ma finiscono per perdere. Alicia affronta Diane e Cary dopo aver preso una decisione importante senza di lei.

## Messinscena
- Titolo originale: Dark Money
- Diretto da: Jim McKay
- Scritto da: Keith Eisner

### Trama
Lo studio di Alicia gestisce una causa per diffamazione per conto di Colin Sweeney. L'uomo accusa una compagnia di produzione televisiva di diffamarlo raffigurandolo, attraverso un personaggio di uno sceneggiato televisivo, che gli somiglia molto. La difesa sostiene che non è diffamazione perché quanto raffigurato nella produzione televisiva corrisponde alla realtà, supportando la tesi che sia stato proprio Sweeney a uccidere la moglie. Bishop chiede a Kalinda di andare a prendere suo figlio da scuola. Alicia gestisce con successo le donazioni per la campagna di una figura ricca, ma grossolana e rozza, con gran dispiacere di Prady e di Alicia stessa.

## L'occhio della mente
- Titolo originale: Mind's Eye
- Diretto da: Robert King
- Scritto da: Robert King e Michelle King

### Trama
Recuperando dalla laringite, Alicia cerca di prepararsi mentalmente ad un'intervista con il comitato di redazione di un giornale conservatore democratico, nel tentativo di ottenere il loro appoggio nella campagna del Procuratore di Stato. Immaginando i diversi argomenti e le domande che potranno essere affrontate, Alicia è alle prese con la consapevolezza che Lemond Bishop ha contribuito a creare il suo PAC, un fatto potenzialmente rovinoso per la sua campagna. Deve anche contemporaneamente aiutare il suo studio ad occuparsi di una causa per sfratto illecito dallo studio di Louis Canning, che il giorno prima delle deposizioni, è ricoverato in ospedale.

## In dirittura finale
- Titolo originale: Open Source
- Diretto da: Rosemary Rodriguez
- Scritto da: Craig Turk

### Trama
Alicia è avvisata dai suoi consiglieri di campagna di commentare negativamente Peter e il suo operato come metodo per tutelarsi dagli attacchi su di lui da parte di Prady. Eli lo scopre e avverte Elfman di consigliarle di non criticare Peter. Finn fa coppia con Diane per rappresentare un cliente in una causa civile che è stato ferito da un colpo sparato da una pistola di plastica stampata in 3D. Il marito di Diane, Kurt McVeigh, fa da testimone esperto, ma trova motivazioni contrastanti con sua moglie. Louis Canning, che è ancora ricoverato in ospedale, concede la procura ad Alicia per liquidare la maggior parte dei suoi beni e donare i soldi alla famiglia di una ragazza deceduta che gli ha donato il suo rene.

## Cacciatori
- Titolo originale: Red Meat
- Diretto da: Michael Zinberg
- Scritto da: Nichelle Tramble Spellman

### Trama
Diane parte per tre giorni con suo marito e partecipa ad una battuta di caccia, questo le offre un'opportunità unica di provare a "corteggiare" un potenziale cliente facoltoso. Nel giorno delle elezioni della procura dello Stato, Peter pronuncia un discorso che influisce negativamente sull'affluenza alle urne e questo porta Alicia e il suo team a elaborare un piano. Kalinda, continua a svolgere il ruolo di autista del figlio di Bishop, Dylan, e scopre di essere indagata dall'ufficio del Procuratore di Stato.

## Destinatari ignoti
- Titolo originale: Undisclosed Recipients
- Diretto da: James Whitmore, Jr.
- Scritto da: Leonard Dick

### Trama
Avendo vinto le elezioni come Procuratore di Stato, Alicia deve negoziare il suo pacchetto di uscita con i suoi soci. Inoltre, le persone che hanno contribuito alla campagna di Alicia tentano di riscattare favori come un qui pro quo per i loro contributi elettorali. Eli insegna ad Alicia il modo corretto di gestirli. Lemond Bishop sollecita Alicia a reprimere un'indagine in corso su di lui. Diane, Cary e Julius contestano una causa contro il fondatore di un sito web, e nel mentre le e-mail degli ultimi quattro mesi dello studio vengono violate e messe on line, rendendo pubbliche molte opinioni sconvenienti su clienti e gli avvocati stessi, che i soci dello studio si scambiavano privatamente.

## Attacco frontale
- Titolo originale: Loser Edit
- Diretto da: Brooke Kennedy
- Scritto da: Luke Schelhaas

### Trama
Alicia è impegnata in un'intervista televisiva, quando vengono inviate alla stampa e-mail compromesse che rivelano la relazione di Alicia con Will. Eli escogita modi per prevenire il fallout pubblico, facendo pubblicare preventivamente le e-mail, e definendole un semplice amoreggiamento civettuolo. Peter consiglia anche ad Alicia come evitare il potenziale scandalo e rilascia un'intervista per aiutarla. Un'inchiesta degli affari interni indaga sulla falsificazione dei metadati di Kalinda che è stata inavvertitamente presentata come prova nel processo a Cary e che ha causato la liberazione di Cary dal carcere. Diane si impegna in una simulazione di un processo per un nuovo cliente conservatore indeciso se finanziare o meno un appello per una wedding planner che è stato riconosciuta colpevole di discriminazione nei confronti di una coppia gay.

## Respinta
- Titolo originale: Winning Ugly
- Diretto da: Rosemary Rodriguez
- Scritto da: Erica Shelton Kodish

### Trama
Diane è scioccata nello scoprire che ha presentato prove false nel processo di Cary. Insieme a Kalinda, lei ammette immediatamente il suo errore al Consiglio di revisione della polizia, ma si trova di fronte ad accuse di ostruzione della giustizia se non accetta di testimoniare contro Lemond Bishop. Alicia è scioccata nell'apprendere che nelle macchine per il voto sono stati inseriti microchip di hackeraggio che apparentemente hanno tentato di deviare i voti da Frank Prady ad Alicia. Il consiglio di revisione delle elezioni è invitato a indagare e ad Alicia viene offerta l'opportunità di essere rappresentata da un avvocato dei diritti civili molto rispettato dal Partito Democratico.

## La demolizione
- Titolo originale: The Deconstruction
- Diretto da: Ted Humphrey
- Scritto da: Ted Humphrey

### Trama
Dopo essere stata tradita dal suo stesso avvocato davanti al comitato di revisione elettorale, Alicia ritira formalmente il suo nome dalla Procura di Stato e contatta Diane, Cary e David Lee per tornare come socio nello studio, che è già stata rinominata Lockhart, Agos e Lee . A causa di un malinteso, Alicia finisce per credere di essere stata tradita e segue il consiglio di Peter e Finn di prendere in considerazione l'avvio di proprio studio. Kalinda tenta di scagionare lei e Diane accettando di consegnare le prove su Bishop. Diane accetta di discutere un caso di prova per Reese Dipple contro la pena minima obbligatoria.

## Autostima
- Titolo originale: Don't Fail
- Diretto da: Nelson McCormick
- Scritto da: Robert King e Michelle King

### Trama
Alicia viene intervistata da un ghostwriter per scrivere le sue memorie. Inoltre, Alicia è disoccupata e finisce per rimettersi in contatto inavvertitamente con un vecchio cliente che ora è accusato di omicidio dopo che Alicia lo ha difeso con successo, sei anni prima, da un tentato omicidio. Alicia accetta di difenderlo di nuovo, con l'aiuto di Cary e Finn. Il caso stesso induce Alicia a prendere in considerazione l'idea di avviare un nuovo studio.

## Socio cercasi
- Titolo originale: Wanna Partner?
- Diretto da: Robert King
- Scritto da: Robert King e Michelle King

### Trama
Peter rivela ad Alicia il suo intento di candidarsi alla vicepresidenza. Peter sottolinea che non si candiderà se tutta la famiglia non è unanime nella decisione, ma Alicia ne dubita. Alicia riceve un messaggio vocale da un cliente che indica che si trovava nel bel mezzo dell'arresto. Non riuscendo a trovarlo nel registro ufficiale degli arresti, sospetta che sia stato trattenuto in un blacksite non ufficiale. Alicia e Finn, che decidono di essere soci, cercano di farlo uscire presentando un documento di habeas corpus. Charles Lester, avvocato personale di Lemond Bishop, inizia a ficcare il naso cercando di trovare Kalinda dopo che è scomparsa. Alicia esprime la sua disapprovazione nei confronti di Eli dopo che ha cercato di far sembrare Alicia meno dura nelle sue memorie, con suo grande dispiacere. Finn dice ad Alicia che si sta riconciliando con la ex-moglie e poi le dice che una collaborazione con lei non funzionerà perché c'è troppa tensione sessuale tra di loro. David Lee scopre che la moglie di Louis Canning, Simone, ora lavora presso lo studio come paralegale, e sia lui che Cary vogliono licenziarla,ma lo fa Diane, in quanto socio titolare. Questo fa arrabbiare Canning, che giura di distruggere lo studio e nell'ultima scena chiede ad Alicia se vuole un socio per il suo studio legale.